# 帕斯卡尔·马埃
帕斯卡尔·马埃（法語：Pascal Mahé，1963年12月15日—），法国男子手球运动员。他曾代表法国参加1992年和1996年夏季奥林匹克运动会手球比赛，其中1992年奥运会获得一枚铜牌。